# Anthospermum galpinii
Anthospermum galpinii är en måreväxtart som beskrevs av Rudolf Schlechter. Anthospermum galpinii ingår i släktet Anthospermum och familjen måreväxter. Inga underarter finns listade i Catalogue of Life.